# Somogyaracs
Somogyaracs község Somogy vármegyében, a Barcsi járásban.

## Elnevezései
Horvátul két neve van a településnek: a đelekoveciek Aračának, a bolhói horvátok Oračnak hívják a falut.

## Fekvése
Somogyaracs apró, dél-somogyi falu Barcstól 15 kilométerre észak-északnyugatra. Csokonyavisonta és Babócsa között félúton fekszik, közigazgatási területét érinti az előbbi két települést összekötő 6802-es út is, de lakott területe vonatkozásában zsáktelepülésnek tekinthető, mivel az csak az említett útból északnak kiágazó 68 115-ös úton érhető el.
Legfőbb vonzereje a térség vadállománya, háborítatlan környezete, jó levegője és szép erdői, ráadásul a közelében található a csokonyavisontai termálfürdő is.

## Története
1269-ből való az első okleveles adat e helységről, amelyben Arach, majd később, 1397-ben Aracha alakban fordul elő. 1467-ben az enyingi Török család birtokaként szerepel a régi iratokban. 1512-ben Perneszi Imre, továbbá fiai, Miklós, Pál és István, királyi jóváhagyást nyertek rá.  A falu legutolsó birtokosa a gróf Somssich család volt.
1839-ben nyitott az első népiskola, az 1870. évi népszámlálás már 424 lakosról tett említést. 1877-ben egy nagy tűzvészben a falu fele leégett. 
A 20. század elején Somogy vármegye Barcsi járásához tartozott.
1910-ben 428 lakosából 338 magyar, 7 német, 83 horvát volt. Ebből 425 római katolikus, 3 református volt.
1956 kora tavaszán jött létre az első önálló téesz Aracson, mely a forradalom idején feloszlott. Három évvel később négy község: Babócsa, Somogyaracs, Rinyaújnép és Bolhó alakította meg az Új Világ Szövetkezetet. A településnek összevont alsó tagozatos iskolája volt 1976-ig, ám az iskola a körzetesítés során megszűnt. Ma az iskolásokat és az óvodásokat a szomszédos Babócsára szállítja az önkormányzat gépkocsija. A község egyutcás település, egyetlen intézménye az idősek klubja.
A lakosság lélekszáma mindössze 169 fő, melynek több mint ötven százaléka roma származású. Magas a munkanélküliség, csak kevés embernek van jelenleg munkahelye. A faluban cigány kisebbségi önkormányzat is alakult a cigányság élethelyzetének javítása érdekében.
A község közművekkel jól ellátott, víz, villany, telefon, szennyvízhálózat van.
A faluban Szent Flórián - a falu védőszentjének - tiszteletére minden év tavaszán búcsút tartanak.

## Közélete

### Polgármesterei
- 1990–1994: Traxler Balázs (független)[4]
- 1994–1998: Traxler Balázs (független)[5]
- 1998–2002: Traxler Balázs (független)[6]
- 2002–2006: Traxler Balázs (független)[7]
- 2006–2010: Traxler Balázs (független)[8]
- 2010–2014: Traxlerné Suszter Margit (független)[9]
- 2014–2019: Traxlerné Suszter Margit (független)[10]
- 2019–2024: Martin Ferenc (független)[11]
- 2024– : Zsálek Zsolt (független)[1]

## Népesség
A település népességének változása:
| Lakosok száma | 198  | 191  | 191  | 169  | 165  | 169  | 168  |
|               | 2013 | 2014 | 2015 | 2021 | 2022 | 2023 | 2024 |

A 2011-es népszámlálás során a lakosok 81,7%-a magyarnak, 37,1% cigánynak, 0,5% horvátnak mondta magát (17,8% nem nyilatkozott; a kettős identitások miatt a végösszeg nagyobb lehet 100%-nál). A vallási megoszlás a következő volt: római katolikus 52,3%, evangélikus 0,5%, görögkatolikus 0,5%, felekezet nélküli 12,2% (34,5% nem nyilatkozott).
2022-ben a lakosság 55,2%-a vallotta magát magyarnak, 27,3% cigánynak, 1,2% németnek, 1,2% románnak, 1,2% horvátnak, 1,2% egyéb, nem hazai nemzetiségűnek (30,9% nem nyilatkozott; a kettős identitások miatt a végösszeg nagyobb lehet 100%-nál). Vallásuk szerint 14,5% volt római katolikus, 1,2% evangélikus, 0,6% egyéb keresztény, 2,4% egyéb katolikus, 5,5% felekezeten kívüli (75,8% nem válaszolt).